# Velencei-tóért díj
A Velencei-tavi Kistérségért Alapítvány 2019-ben alapította meg a Velencei-tóért díjat. A díj alapításának célja, hogy elismerje a Velencei-tó térségének fejlesztéséért, gazdasági és kulturális felemelkedéséért kitartóan munkálkodó, egyben közéleti személyiségként is maradandót alkotók tevékenységét.
Az Alapítvány kuratóriuma évente egy díjat ítél oda, ezzel is hangsúlyozva a díj és a Velencei-tó térségéért végzett elhivatott munka jelentőségét. A díjat minden évben a Velencei-tavi Turisztikai Évadnyitó eseményén adják át a kápolnásnyéki Halász-kastélyban.
A díj fővédnöke Gulyás Gergely Miniszterelnökséget vezető miniszter.[forrás?]
A díj védnöke L. Simon László, a Velencei-tavi Kistérségért Alapítvány alapítója.[forrás?]
Az elismerést olyan kiváló személyiségek kapták meg eddig, mint Balsay István egykori országgyűlési képviselő, aki korábban a Velencei-tó-Vértes koncepció megalkotásában és a fejlesztési tanács életre hívásában vállalt oroszlánrészt. Csonki István, aki a Velencei-tó térségének vízügyi fejlesztéséért tett sokat az elmúlt fél évszázadban. A díjazottak sorát gazdagította Schmidt Egon Kossuth-díjas író, aki a Velencei-tó flórájának és faunájának a kutatásáért, a tájegység természeti értékeinek a népszerűsítéséért fáradozott elhivatottan az elmúlt fél évszázadban. Átvehette az elismerést a kiváló néprajz professzor, Lukács László is, aki a tájegység népi kultúráját kutatta évtizedeken keresztül. A díjazottak sorát gazdagítja dr. Görög István ezredes, a Pákozdi Katonai Emlékpark létrehozója. Szintén a díjazottak között van Péter Ágnes, velencei-tavi szobrászművész is, a Nemzetközi Velencei-tavi Symposion alapítója, művészeti vezetője, a Symposion Alapítvány alapító elnöke. Elismerésre méltó, rangos névsor ez, és minden évben a korábbiakhoz illő, e színvonalhoz méltó díjazottat választ a kuratórium, aki életművével, munkásságával kiemelkedik az átlagosból, és nagyban hozzájárul a térség fejlődéséhez, szellemi arculatához.

## Díjazottak
- 2019 – Balsay István[forrás?]
- 2020 – Csonki István[forrás?]
- 2021 – Schmidt Egon[forrás?]
- 2022 – Lukács László[forrás?]
- 2023 – dr. Görög István[forrás?]
- 2024 – Péter Ágnes[forrás?]